# YouTube Spotlight
YouTube Spotlight là kênh video chính thức của YouTube giới thiệu các video và sự kiện nổi bật trên YouTube. Các sự kiện xuất hiện trên kênh bao gồm YouTube Comedy Week và YouTube Music Awards. Ngoài ra, hằng năm kênh còn đăng tải series YouTube Rewind.
Vào ngày 2 tháng 11 năm 2013, kênh YouTube Spotlight vượt qua kênh của PewDiePie trong một thời gian ngắn, trở thành kênh được đăng ký nhiều nhất trên trang web này. Vị trí này có được là nhờ kênh được hệ thống tự động đề xuất và tự động chọn làm một tùy chọn đăng ký mỗi khi người dùng đăng ký vào YouTube. Trong suốt tháng 12 năm 2013, cả hai kênh đều tranh giành nhau vị trí thứ nhất, cho tới ngày 22 tháng 12 thì PewDiePie đã củng cố được vị trí này. Tính tới tháng 2 năm 2018, kênh đã thu hút được 27,2 triệu lượt đăng ký và 1,3 tỉ lượt xem video. Hiện kênh đang có lượt đăng ký nhiều thứ 10.

## Các video

### YouTube Rewind
Kể từ năm 2010, YouTube đã cho đăng tải các video YouTube Rewind thường niên thông qua kênh Spotlight của hãng. Tất cả các video YouTube Rewind từ 2012—2017 đều đã vượt 100 triệu lượt xem, trong khi phiên bản năm 2016 đã vượt mốc 200 triệu lượt xem. Tuy vậy, hai video vào các năm 2010 và 2011 đều chỉ có dưới 10 triệu lượt xem. Video năm 2016 trở thành video đạt 100 triệu lượt xem nhanh nhất của YouTube, chỉ trong 3,2 ngày. Nó cũng là video ngoài âm nhạc được thích nhiều thứ 8 trên trang với hơn 3,4 triệu lượt thích. Vào ngày 14 tháng 12 năm 2016, ngay sau khi video Rewind năm 2016 được đăng tải, kênh Spotlight đã vượt mốc 1 tỉ lượt xem tổng cộng.

### YouTube Nation
Vào tháng 1 năm 2014, dự án YouTube Nation được khởi động trên kênh, là dự án hợp tác giữa YouTube và DreamWorks Animation. DWA tham gia giám sát quá trình sản xuất còn YouTube sẽ chịu trách nhiệm quảng bá cho series. Dự án là một series tin tức về các thông tin từ kênh Spotlight. YouTube còn quảng bá series qua kênh Spotlight của hãng. Trong thời gian đầu, series từng mời các vị khách mời Grace Helbig, Hannah Hart, và Mamrie Hart nhằm thúc đẩy quảng bá cho series này.
Nhờ sự quảng bá thường xuyên trên kênh Spotlight, YouTube Nation đã vượt mốc 1 triệu lượt đăng ký trong vòng ba tháng khởi đầu. Series đã được đề cử hạng mục Chương trình tin tức và thời sự xuất sắc nhất tại lễ trao giải Streamy thường niên lần thứ 4 nhưng đã thua trước SourceFed. Sau 350 tập, the series đã phát sóng tập cuối của nó vào 5 tháng 12 năm 2014.

## Các sự kiện

### Các sự kiện suốt tuần
Vào tháng 5 năm 2013, kênh Spotlight được dùng để stream trực tiếp sự kiện Comedy Week của hãng, được sản xuất bởi ChannelFlip. Trong suốt sự kiện, YouTube đã sử dụng trang chủ của hãng để đề xuất các video hài nổi bật được sản xuất dành cho sự kiện này. Video khai màn sự kiện dài 2 giờ đồng hồ đã đạt 1,06 triệu lượt xem tính tới tháng 9 năm 2014. Sự kiện nhận được những phản hồi trái chiều, trong đó được để ý nhất là sự pha trộn giữa các nhân vật của giới truyền thông mới và truyền thống, cùng với những rắc rối về kỹ thuật. Mặc dù được quảng bá là sự kiện Comedy Week thường niên đầu tiên, không hề có một thống báo tiếp sau đó nào về các sự kiện Comedy Week tiếp theo.
Vào ngày 4 tháng 8 năm 2013, YouTube bắt đầu dự án "Geek Week", được mở màn bởi Freddie Wong tại Mỹ cùng với Tomska tại Anh. Dự án kéo dài một tuần này là chuỗi các sự kiện theo chủ đề mỗi ngày, bao gồm Blockbuster Sunday, Global Geekery Monday, Brainiac Tuesday, Super Wednesday, Gaming Thursday, và Fan Friday. Sự kiện được tổ chức phối hợp với Nerdist tại Mỹ và ChannelFlip tại Anh.

### #ProudToLove
Trong Tháng tự hào LGBT năm 2013, kênh đã được sử dụng nhằm đăng tải các thông tin và video có liên quan tới LGBT và phong trào tự hào LGBT. Google, chủ sở hữu của YouTube, được cho là đi đầu trong việc bảo vệ quyền của người đồng tính. Một bài viết trên trang blog chính thức YouTube Blog được đăng tải cùng với sự kiện.

### YouTube Music Awards
Vào tháng 11 năm 2013, YouTube mở màn lễ trao giải Music Awards đầu tiên của hãng. Với các đề cử được công bố trong tháng trước đó, lễ trao giải được kỳ vọng tăng lượt truy cập thông qua thể thức bầu chọn trên mạng xã hội. Sự kiện được stream trên kênh Spotlight, và đã đạt được hơn 4,5 triệu lượt xem tính tới tháng 9 năm 2014. Các vấn đề về kỹ thuật trong buổi lễ trao giải cùng với số lượng quá nhiều các đề cử cho các nghệ sĩ chính thống, thay vì các nghệ sĩ trên YouTube, là trọng tâm của các phản hồi trái chiều về giải thưởng này.